# Credo quia absurdum
Credo quia absurdum је латинска изрека која значи „верујем јер је бесмислено“. Настала је као синтеза Тертулијановог (160—222) излагања хришћанског веровања, у свом спису "De came Christi" (Тело Христа) у којем каже: 

## Поријекло изреке
Изрекао Тартулијан један од првих заговорника хришћанства, хришћански апологета из Картагине у смени другог и трећег века нове ере.
| „             | Син божји је распет, не стидимо се тога, јер је то срамота; син божји је умро, потпуно верујемо у то, јер је то апсурдно. И сахрањен ускрснуо је; то је тачно, јер је немогуће. | ” |
| — Тертулијан, De came Christi| |   |

## Тумачење
Ова изрека се обично тумачи као „Верујем јер не могу разумети“, што би значило да је поимање Бога недоступно обичном људском разуму. Tреба слепо веровати, и не трудити се да се Бог разуме.